# برادران شیردل (فیلم)
برادران شیردل (سوئدی: Bröderna Lejonhjärta) یک فیلم فانتزی به کارگردانی «اوله هلبوم» است که در سال ۱۹۷۷ منتشر شد.
این فیلم، بر پایهٔ رمانِ برادران شیردل، اثرِ نویسندهٔ سوئدی «آسترید لیندگرن» ساخته شده است و در سال ۱۹۷۸ برندهٔ جایزهٔ «گلدباگن» سوئد بابت «بهترین کارگردانی» گردید.
فیلم سینمایی برادران شیردل در دهه ۱۳۶۰ اکبه‌صورت سریالی چهار قسمتی از برنامهٔ کودک و نوجوان شبکه دو صدا و سیمای جمهوری اسلامی ایران پخش و در آبان ۱۳۹۹ توسط شبکه نمایش بازپخش شد.

## خلاصه داستان
دو برادر به نام «اسکورپان» و «یوناتان» وارد دنیایی خیالی به نام «نانی‌یالا» می‌شوند که حکمرانی ظالم و سنگدل به نام «تنگیل»، با تکیه بر اژدهای مخوف و آتش‌افروزی به نام «کاتلا» و همچنین سواران سیاه‌پوش خود، مردم آن سرزمین را تحت سلطه و ستم خود قرار داده است. به تدریج و طی وقایعی، برادر بزرگتر (یوناتان) به مقابله بر می‌خیزد و هر دو برادر به همراه گروه مقاومت، دست به مبارزه با این فرمانروای ستمکار می‌زنند.

## بازیگران، نقش‌ها
- لارش سدردال در نقش «کارل "اسکورپان" شیردل» (برادر کوچک)
- استافان یوتستام در نقش «یوناتان شیردل» (برادر بزرگ)
- آلان ادوال در نقش «ماتیاس» (پدر بزرگ)
- گون وُلگِرِن در نقش «سوفیا» (رهبر مقاومت در درهٔ گیلاس)
- فولکه هیورت در نقش «یوسی» (خائن)
- پِر اسکارشون در نقش «اُروار» (رهبر مقاومت در درهٔ گل‌سرخ)
- تومی یونسون در نقش «هوبرت»
- گئورگ اُرلین در نقش «تنگیل» (فرمانروای ستمکار)
- یان نیگرن در نقش «وِدر» (سرباز تنگیل)
- میکل گابای در نقش «کادِر» (سرباز تنگیل)
- برتیل نورشتروم در نقش «پیوکه» (سرباز تنگیل)
- پر-اکسل آروسنیوس در نقش یکی از سربازان تنگیل

## مکان فیلم‌برداری
این فیلم در کشورهای سوئد، دانمارک، ایسلند فیلم‌برداری شده است. در سوئد، محل تصویربرداری، استکهلم و شهرستان اسکونه بود. در دانمارک، تصویربرداری در شهر آرهوس در شبه‌جزیرهٔ یوتلاند انجام پذیرفت و در ایسلند، مکان فیلم‌برداری، ناحیهٔ دینگوتلیر در جنوب غربی آن کشور بود.

## موفقیت‌ها و بازخورد

### فروش در سینماها
این فیلم را ۵۵۳/۰۰۰ نفر در سینماها دیدند که در مجموع ۸/۹۶۳/۰۰۰ کرون سوئد فروش داشت.

### نظر منتقدان
در سوئد، منتقدان سینما برخورد و دیدگاه خوبی نسبت به فیلم داشتند. در مقایسهٔ داستان و شخصیت‌های فیلم با تاریخ معاصر، شخصیت «یوناتان» را با شخصیت چه گوارا و شخصیت «تنگیل» را با آدولف هیتلر، ژوزف استالین، آگوستو پینوشه، ریچارد نیکسون و صدام حسین مقایسه کرده‌اند.

### جوایز
- ۱۹۷۸ - جایزهٔ «گولدباگن» سوئد بابت «بهترین کارگردانی» به «اوله هلبوم»
- ۱۹۷۸ - تقدیر ویژهٔ «او. سی. آی. سی» در ۲۸مین دورهٔ جشنواره بین‌المللی فیلم برلین
- ۱۹۷۸ - نامزد دریافت «خرس طلایی» در ۲۸مین دورهٔ جشنواره بین‌المللی فیلم برلین
- ۱۹۸۲ - جایزه بهترین کارگردانی برای «اوله هلبوم» در «فانتافستیوال» (رم، ایتالیا)